# Bertil Johnsson
Bertil Johnsson   (Suècia, 23 de desembre de 1915 - 2010) fou un atleta suec, especialista en el triple salt, que va competir durant la dècada de 1940.
En el seu palmarès destaca una medalla de plata en la prova del triple salt del Campionat d'Europa d'atletisme de 1946, rere Valdemar Rautio. Guanyà els campionat nacional de triple salt de 1943. Entre 1948 i 1958 va posseir el rècord nacional del triple salt.

## Millors marques
- Salt de llargada. 7,40 metres (1946)
- Triple salt. 15,27 metres (1948)[3]